# Jan Fryderyk Tschepius
Jan Fryderyk Tschepius, także Trzepski, Czepski (ur. ok. 1715 w Działdowie, zm. po 1770), lekarz polski, autor wierszy okolicznościowych.
Pochodził ze znanej na ziemi działdowskiej polskiej rodziny mieszczańskiej, był synem pastora ewangelickiego Samuela (1678-1750) i Marii Neumann, a bratem Samuela Ernsta (1704-po 1761), poety i tłumacza, bibliotekarza Biblioteki Wallenrodzkiej w Królewcu; miał jeszcze czterech innych braci. 17 kwietnia 1734 immatrykulował się na wydział medyczny królewieckiej Albertyny. Studia kontynuował później w Halle, gdzie w 1742 obronił dyplom doktora medycyny. Pracował jako fizyk w Wystruci, nosił tytuł radcy dworu.
Zachowały się dwa utwory poetyckie związane z nazwiskiem Tschepiusa. Z okazji promocji doktorskiej swojego przyjaciela Michała Scheiby z Brodnicy (3 lutego 1739 w Królewcu) Tschepius napisał w języku polskim wiersz, który opublikowany został na końcu obronionej rozprawy (Dissertatio inauguralis medica, sistens quaedam Plicae pathologica, germ. Juden-Zopff, polon. Kołtun, Królewiec 1739). Ponadto Tschepius był współautorem, wspólnie z bratem Samuelem Ernstem, wiersza poświęconego zmarłemu w październiku 1738 profesorowi medycyny w Królewcu Maciejowi Ernestowi Boretiusowi (Boreckiemu). Ten utwór również napisany został w języku polskim i ukazał się pod koniec 1738 w Królewcu nakładem Jana Fryderyka Reussnera.